# Нгой, Жюльен
Фонтен Ндану Жюльен Мутале Нгой Бин Кимамби (фр. Fontaine Ndanu Julien Mutale Ngoy Bin Cibambi; 2 ноября 1997, Антверпен), или просто Жюльен Нгой — бельгийский футболист, нападающий клуба «Мехелен», выступающий на правах аренды за турецкий клуб «Касымпаша».

## Клубная карьера
Футболом начал заниматься в академии столичного «Андерлехта». Затем получил приглашение от другого бельгийского гранда — «Брюгге». В 15 лет считался одним из лучших молодых игроков Европы. К нему проявляли интерес «Манчестер Юнайтед» и мадридский «Реал». Но летом 2013 года Нгой перебрался в другой английский клуб — «Сток Сити».
В 19 лет был номинирован Лигой профессионального развития Англии на звание лучшего игрока сезона.
10 декабря 2016 года дебютировал за «Сток» в Английской Премьер-лиге в матче 15-го тура с лондонским «Арсеналом», выйдя на 86-й минуте на поле вместо Джердана Шакири.
Летом 2017 года главный тренер «Монако» Леонарду Жардим рассматривал кандидатуру Жюльена Нгоя на место уходящего из команды Килиана Мбаппе.
В конце января 2018 года на правах аренды до конца сезона перешел в команду Первой английской лиги «Уолсолл». За новый клуб дебютировал уже 3 февраля в домашней игре с «МК Донс». Нгой вышел на замену на 66-й минуте вместо Эрхуна Озтумера, а через 4 минуты забил единственный мяч в игре, принеся свой команде победу. Всего за «Уолсолл» провел 13 матчей, забил 3 мяча и отметился одной голевой передачей.
29 августа 2018 года перешел в клуб швейцарский «Грассхоппер». Арендное соглашение рассчитано до конца сезона 2018/19 и содержит возможность выкупа по окончании. Первую игру в Суперлиге провел 2 сентября на выезде с «Люцерном». Нгой вышел на замену на 79-й минуте при счете 1:0 в пользу свой команды вместо автора гола Рафаэля Хольцхаузера. В оставшееся время «Грассхоппер» пропустил дважды и потерпел поражение. В игре 14-го тура с «Ксамаксом» Жюльен открыл свой бомбардирский счет. На 30-й минуте он забил первый мяч в игре, а во втором тайме ассистировал Эмери Пинга.

## Международная карьера
Выступал за различные юношеские сборные Бельгии.
27 марта 2017 года дебютировал за молодежную сборную в игре отборочного турнира к молодёжному Чемпионату Европы со сверстниками с Мальты.
Первый мяч за сборную забил в марте 2018 года в товарищеском матче с командой Нидерландов. Бельгийцы выиграли со счетом 4:1, а один из мячей записал на свой счет Нгой.